# Phaca asymmetrica
Phaca asymmetrica là một loài thực vật có hoa trong họ Đậu. Loài này được (E. Sheld.) Rydb. miêu tả khoa học đầu tiên năm 1929.